# Ronan Gladu
Ronan Gladu est un photographe, vidéaste, youtuber, aventurier, surfeur et mediaman français né le 2 août 1983 à Mayenne.
Il est notamment connu pour son film et son livre Barravel sur le surf en Bretagne, pour la web série Lost in the Swell et son rôle de mediaman à bord d'Actual Leader lors de la course Brest Atlantiques en 2019.

## Biographie
Ronan Gladu est né à Mayenne le 2 août 1983. Il a cependant vécu uniquement en Bretagne, à l'exception de l'année de ses cinq ans, passée sur un trimaran, en famille, dans la mer des Caraïbes. Sa passion pour la photo et l'image en général lui vient de son père, Yves Gladu, lui même photographe sous-marin.
Ronan Gladu vend sa première photo pour un magazine de bodyboard lorsqu'il est au lycée, en terminale. Après un BTS informatique, il poursuit ses études à la faculté de Brest. Néanmoins il arrête ses études à l'âge de 24 ans pour se consacrer uniquement à l'image.
Ses débuts professionnels se concentrent sur la photographie de surf, notamment grâce au surfeur Thomas Joncour, dit « la Jonkette », et la marque Kanabeach. Une expérience qui lui permet de voyager autour de la planète surf et de publier ses reportages dans de nombreux magazines français (Surf Session, Trip-Surf…), européens (Carve, 3 Sesenta, On Fire…)  et internationaux (Surfer, Surfer's Journal…)
En 2008, il réalise le film Barravel — le mot veut dire tempête en breton —, considéré comme le premier film de surf en Bretagne.
En septembre 2011, il met en ligne sa première web série, Des Îles Usions. Une aventure qu'il partage avec deux amis, Aurélien Jacob et Ewen Le Goff. En 2013, il débute la web série Lost in the Swell, toujours avec Aurélien Jacob et Ewen Le Goff,,,. En 2016, il auto-publie son livre Barravel,, via un financement participatif.
Parallèlement il réalise des vidéos dans le domaine de la voile, décrochant ainsi un premier poste de mediaman en 2017 auprès d'Isabelle Joschke, skipper de l'Imoca Generali, qui va devenir Monin, puis MACSF.

« La course au large, dit Gladu, est un monde intransigeant, extrêmement difficile. Et pourtant, la plupart des navigateurs en solitaire, à l’image d’Isabelle, font preuve d’une très grande humilité. Le contraste est saisissant avec le milieu du surf, beaucoup plus « m’as-tu vu ». Lorsque j’ai commencé à travailler avec Isabelle, j’ai été bluffé par l’exigence de la voile sportive et par ce que les marins sont capables d’endurer en mer. »

En 2019, Gladu embarque, en tant que mediaman pour la course Brest Atlantiques, à bord du trimaran Actual leader, skippé par Yves Le Blevec et Alex Pella,,. Son film de la course, Embarqué : 32 jours de course Ultim, sort en 2020.
Le 26 février 2023, il embarque en tant que mediaman à bord de l'Imoca Biotherm de Paul Meilhat, lancé dans la course autour du monde The Ocean Race 2022-2023. Durant la troisième étape (12 750 milles sur la route théorique), en plus de ses vidéos et photographies, Gladu livre chaque semaine au site de Voiles et Voiliers une chronique colorée de la vie à bord : « On ne voit plus l’horizon, ça siffle, ça rebondit, ça craque, ça hurle, tout rebondit, nos estomacs et nos os avec ! »

## Récompenses
- Festival du film de Bodyboard. Pour son film Bodyboard keeps you young, tourné en Irlande :
  - Prix du public en 2005 ;
  - Prix « Bodyboard aventure » et du public en 2012.

- NauticOFilm 2008. Premier, catégorie « sportif » avec le film Barravel[19].

- Festival du film d'Anglet 2015. Prix du public pour Lost in the Swell aux îles Salomon[20].

- Pour Lost in the Swell : le Paradis Perdu (2017) : 
  - Prix Jean-Marc Boivin (récompense pour l'authenticité de l'aventure) au Festival d'aventure de Dijon[21] ;
  - Prix de l'environnement au Festival international du film d'aventure de La Rochelle[22] ;
  - Prix du public au Festival du film d'aventure de La Réunion[23] ;
  - 1er Prix au festival du film d'aventure de Grenoble ;
  - Prix Ushuaia TV, Grand Prix du jury et Prix du public au Festival d'aventure de Montpellier (WAT)[24].

- West Web Awards 2017. Meilleur YouTuber[25].

## Télévision
- 2014. Les Aventuriers de la houle, 52 minutes, co-réalisé avec Adrien Pinon (France 3 / Planète+ Thalassa)[26].
- 2017. Le Paradis perdu, 52 minutes (Ushuaïa TV)[27].

## Publications
- 2008 : Barravel, le film
- 2016 : Barravel, le livre
- 2020 : Embarqué : 32 jours de course Ultim